# Matías Castro
Matías Castro, vollständiger Name Matías Gastón Castro, (* 18. Dezember 1991 in Neuquén) ist ein argentinischer Fußballspieler.

## Karriere
Der 1,82 Meter große Offensivakteur Castro stand zu Beginn seiner Karriere seit der Saison 2007/08 in Reihen des argentinischen Klubs CAI Comodoro Rivadavia. In jener Saison kam er in zwei Partien (kein Tor) der Primera B Nacional zum Einsatz. Es folgten in den Spielzeiten 2009/10 und 2010/11 jeweils sieben Einsätze, wobei er in der letztgenannten Saison zwei Tore schoss. Im Argentino A traf er in der Spielzeit 2011/12 ebenfalls zweimal ins gegnerische Tor. Anfang Juli 2012 schloss es sich El Porvenir an. Ein Jahr später wechselte er zu Defensores de Cambaceres. Seit August 2014 steht er beim uruguayischen Erstligisten Danubio FC unter Vertrag. In der Saison 2014/15 27-mal (neun Tore) in der Primera División, zweimal (ein Tor) in der Copa Sudamericana 2014 und sechsmal (ein Tor) in der Copa Libertadores 2015 eingesetzt. Anfang Juli 2015 wechselte er zu Unión de Santa Fe. Dort bestritt er fünf Ligaspiele (kein Tor). Zum Jahresanfang 2016 wurde er an den chilenischen Klub Unión La Calera ausgeliehen, für den er fünfmal (ein Tor) in der Liga auflief. Mitte Juli 2016 wechselte er ebenfalls auf Leihbasis zum uruguayischen Erstligaaufsteiger Villa Española. In der Saison 2016 wurde er in neun Ligaspielen (kein Tor) eingesetzt. Sein Klub stieg am Saisonende ab. Anfang Januar 2017 verpflichtete ihn CD San Marcos de Arica. Bislang (Stand: 12. Februar 2017) kam er bei den Chilenen zu zwei Einsätzen (kein Tor) in der Primera B.